# Общество историков Республики Сербской имени Милорада Экмечича
Общество историков Республики Сербской (серб. Удружење историчара Републике Српске "Милорад Екмечић") — объединение в Республике Сербской, включающее в себя преподавателей истории в средних и высших учебных заведениях, студентов-историков и всех учёных-историков Республики Сербской. Занимается улучшением научно-исследовательской деятельности в истории и изданием собственного журнала. Имя присвоено в честь известного сербского историка, члена Сената Республики Сербской Милорада Экмечича (ум. 29 августа 2015 года). Общество имени Экмесича — не единственное в Республике, там же действует и общество студентов-историков имени доктора Милана Васича.

## История
Общество основано 12 декабря 2015 года в Баня-Луке, первым его председателем избран Драга Мастилович, декан философского факультета Университета Источно-Сараево. Заместителем председателя избран Боривое Милошевич, на учредительном собрании образован Комитет управления. Целями общества являются техническая и научная помощь, все возможные формы сотрудничества с государственным учреждениями, связанными так или иначе с историей (архивы, музеи, институты по защите памятников культуры, высшие учебные заведения, школы и факультеты). Также общество стремится к популяризации истории и укреплению её позиций как учебного предмета, а также улучшения положения учителей в школах и университетах путём проведения профессиональной подготовки членов, поощрения публикаций и научных исследований в области историографии.

### Руководство
- Драга Мастилович, председатель
- Боривое Милошевич, заместитель председателя
- Бошко Бранкович, председатель Комитета управления